# Lift Him Up with Ron Kenoly
Lift Him Up with Ron Kenoly fue el segundo álbum en directo de Ron Kenoly. Fue lanzado al mercado en 1992 por Integrity, Hosanna! Music, Epic Records y Sparrow Records, después de su primer y exitoso álbum debut Jesus is Alive de 1991. El evento fue grabado desde el Chrysler Hall de Scope Arena Plaza en Norfolk, Virginia.

## Recepción
En poco tiempo, se convirtió en el álbum de alabanza y adoración más vendido y aclamado de la década, y uno de los más reconocidos de la música cristiana en Estados Unidos y de la carrera musical de Ron Kenoly, a tal punto de obtener un premio al mejor álbum de música cristiana en los Angel Awards (disco de oro) en el año 1993; además ayudó a establecer el liderazgo de la alabanza afroamericana.
Lift Him Up with Ron Kenoly ha sido nombrado como "el disco más vendido de todos los tiempos de la discográfica Hosanna! Music".

## Lista de canciones
| Lift him up |                                                      |                               |          |  |
| N.º         | Título                                               | Escritor(es)                  | Duración |  |
| 1.          | «Lift him up»                                        | Billy Funk                    | 4:19     |  |
| 2.          | «Mourning into dancing»                              | Tommy Walker                  | 4:10     |  |
| 3.          | «Righteousness, peace and joy»                       | Helena Barrington             | 3:39     |  |
| 4.          | «The solid rock»                                     | Don Harris                    | 3:52     |  |
| 5.          | «Let everything that has breath»                     | Rich Gómez                    | 4:00     |  |
| 6.          | «We will wait»                                       | Tricia Allen & Martin Nystrom | 4:55     |  |
| 7.          | «Ancient of days»                                    | Jamie Harvill & Gary Sadler   | 7:57     |  |
| 8.          | «Hallowed be your name» (Dueto con Olivia McClurkin) | Ron Kenoly & Louis Smith      | 4:55     |  |
| 9.          | «Anointing fall on me»                               | Donn Thomas                   | 2:57     |  |
| 10.         | «All honor» (Solista: Stephanie Hall)                | Chris Falson                  | 5:46     |  |
| 11.         | «We're going up to the high places»                  | Ron Kenoly                    | 4:54     |  |
| 12.         | «Whose report shall you believe?»                    | Becky Fender                  | 1:51     |  |
| 13.         | «Worship the Lord»                                   | Edwin Hawkins                 | 2:11     |  |
| 14.         | «I call him up (Can't stop praisin')»                | Ricky Grundy & Herman Netter  | 6:46     |  |

## Créditos
- Piano, Teclados y Arreglos musicales: Tom Brooks.
- Bajo: Abraham Laboriel.
- Guitarras: Marty Walsh.
- Batería: Chester Thompson.
- Percusiones: Álex Acuña y Carl Albretch.
- Saxofón y Flauta traversa: Justo Almario.
- Trompetas: Chris Jaudes, Dan Ackerman, Darryl Gardner.
- Trombones: Craig Ware, Dave Hillburg.
- Voces de Fondo: Bill Morris, Damon Lovelace, Donna Lee, Jim Bullard, Leanne Albrecht, Lenny LeBlanc, Leonard Tucker, Linda McCrary-Campbell, Maxie Anderson, Mike Hadley, Olivia McClurkin, Reneé Morris, Rick Muchow, Robin Brooks, Stephanie Hall.